# Lý Khắc Cường
Lý Khắc Cường (tiếng Trung: 李克强; bính âm: Lǐ Kèqiáng, 1 tháng 7 năm 1955 – 27 tháng 10 năm 2023) là một chính khách cao cấp của nước Cộng hòa Nhân dân Trung Hoa. Ông là nguyên Thủ tướng Quốc vụ viện Cộng hòa Nhân dân Trung Hoa trong giai đoạn 2013 – 2023.

## Tiểu sử
Ông là người dân tộc Hán, quê ở Vũ Ninh, Giang Tây, nguyên quán tại Định Viễn, An Huy. Ông sinh ngày 1 tháng 7 năm 1955 tại Hợp Phì, An Huy. Xuất thân là lao động chân tay ở nông thôn, ông Lý tiến nhanh lên vị trí bí thư tỉnh ủy và nay được cho là có nhiều hy vọng trở thành lãnh đạo hàng đầu đất nước. Ông bắt đầu làm việc trong chính quyền với vai trò viên chức từ tháng 3 năm 1974. Ông đã tốt nghiệp chuyên ngành kinh tế học Học viện Kinh tế Đại học Bắc Kinh, Nghiên cứu sinh tại chức và là Tiến sĩ kinh tế học.
Giai đoạn 1974-1976, Lý Khắc Cường tham gia đại đội thanh niên trí thức Đông Lăng, Công xã Đại Miếu, huyện Phụng Dương, tỉnh An Huy. Tháng 5 năm 1976, ông kết nạp Đảng, trở thành bí thư chi bộ Đại đội, nhận danh hiệu "cá nhân xuất sắc trong học tập Tư tưởng Mao Trạch Đông". Vào năm 1978, ông đỗ Đại học Bắc Kinh, nơi ông tốt nghiệp đại học Luật và Kinh tế, từng đảm nhiệm Hội trưởng hội sinh viên trường Đại học, từ tháng 2 năm 1982 ông giữ cương vị Bí thư Ban Chấp hành Đoàn trường Đại học Bắc Kinh.
Vào những năm 1983 -1985, Lý Khắc Cường Vụ trưởng Vụ Thanh niên trường học - Đoàn Thanh niên Cộng sản Trung Quốc, đồng thời làm Bí thư Liên hiệp sinh viên toàn Trung Quốc, sau đó giữ vị trí trong đảng tại Trung ương Đoàn Thanh niên Cộng sản Trung Quốc. Từ năm 1985 ông là thành viên Ban Bí thư Trung ương Đoàn Thanh niên Cộng sản Trung Quốc, Phó Chủ tịch Hội liên hiệp Thanh niên Trung Quốc. Từ năm 1988 đến 1995 ông tham gia khóa cao học sau đó là nghiên cứu sinh của Viện Kinh tế Đại học Bắc Kinh. Từ tháng 9 đến tháng 11 năm 1991, ông tham gia khóa học tại Trường Đảng Trung ương Trung Quốc.

## Sự nghiệp chính trị

### Đoàn Thanh niên
Từ năm 1993 đến 1998, ông là Bí thư Thứ nhất Đoàn Thanh niên Cộng sản Trung Quốc, đồng thời làm giám đốc Học viện Thanh niên Trung Quốc và thành viên Ủy ban nội chính và tư pháp Quốc hội Trung Quốc khóa 8. Từ năm 1997, ông là Ủy viên Ban Chấp hành Trung ương Đảng Cộng sản Trung Quốc. Đây là thời điểm Lý Khắc Cường được cho là gặp và thân cận với Hồ Cẩm Đào.

### Tỉnh Hà Nam
Tháng 6 năm 1998, ở tuổi 43 ông Lý trở thành quyền Tỉnh trưởng trẻ nhất Trung Quốc vào thời điểm bấy giờ. Vào năm 1999, ông được bổ nhiệm Phó Bí thư Tỉnh ủy kiêm Tỉnh trưởng Chính phủ Nhân dân tỉnh Hà Nam và sau đó từ năm 2003 là Bí thư Tỉnh ủy tỉnh Hà Nam, Chủ nhiệm Ủy ban Thường vụ Đại hội Đại biểu Nhân dân tỉnh Hà Nam và thôi làm Tỉnh trưởng Hà Nam. Theo các quan chức cấp tỉnh lúc đó thì ông Lý từ chối tham gia bất kỳ bữa tiệc hay sự kiện hoành tráng nào không liên quan đến hoạt động của chính phủ. Trong giai đoạn này tỉnh Hà Nam đã nhảy vọt trong bảng xếp hạng GDP quốc gia từ vị trí thứ 28 vào đầu những năm 1990 lên vị trí thứ 18 vào năm 2004 khi ông rời khỏi tỉnh này, thế nhưng trong thời gian ông làm lãnh đạo ở tỉnh này, đã xảy ra ba vụ hỏa hoạn và kém hiệu quả trong việc kiềm chế đại dịch HIV/AIDS đang ảnh hưởng đến các vùng nông thôn của tỉnh.

### Tỉnh Liêu Ninh
Năm 2004, ông tới Liêu Ninh làm Bí thư Tỉnh ủy tỉnh Liêu Ninh, Chủ nhiệm Ủy ban Thường vụ Đại hội Đại biểu Nhân dân tỉnh Liêu Ninh, trước khi đặt chân vào Thường vụ Bộ Chính trị vào năm 2007. Ở đây, ông được biết đến với dự án "Năm điểm thành một tuyến", nơi ông liên kết Đại Liên và Đan Đông, cũng như một loạt cảng khác thành một mạng lưới toàn diện để cải thiện luồng thương mại. Trong thời gian lãnh đạo ở Liêu Ninh, Lý được tiết lộ là người đã thiết kế "chỉ số Lý Khắc Cường", một chỉ số đo lường kinh tế độc đáo mà ông nghĩ ra, được cho là có thể bỏ qua các con số GDP chính thức thường không đáng tin cậy và do đó đóng vai trò như một chỉ báo tốt hơn về sức khỏe kinh tế. Thay vì chỉ thu thập dữ liệu về tổng sản lượng kinh tế, Lý đã sử dụng ba chỉ số khác để theo dõi nền kinh tế khi làm việc tại tỉnh Liêu Ninh. Đây là những; khối lượng hàng hóa đường sắt, lượng điện tiêu thụ và tổng vốn vay các ngân hàng giải ngân.

### Phó Tổng lý

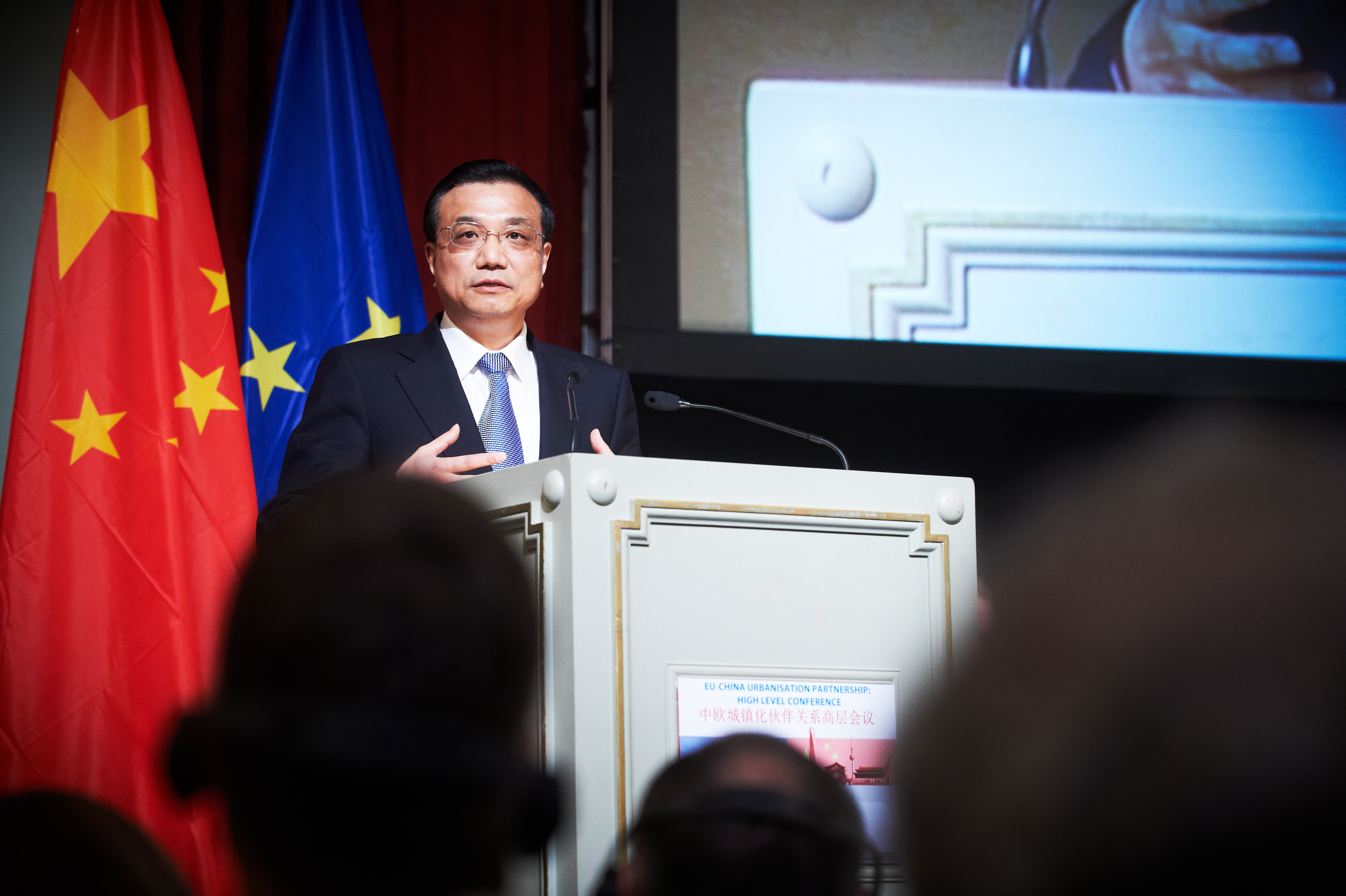
Lý Khắc Cường phát biểu về đô thị hóa tại hội nghị cấp cao do Friends of Europe đồng tổ chức, năm 2012

Năm 2007, sau Đại hội Đảng vào tháng 10, ông Lý trở thành ủy viên thường trực bộ chính trị đứng thứ 7 trong nhóm. Với quan hệ thân cận với Hồ Cẩm Đào, nhiều dự đoán đưa ra ông sẽ kế nhiệm Hồ Cẩm Đào, nhưng Tập Cận Bình đã được chọn. Năm 2008 được bầu làm Phó Tổng lý thứ nhất Quốc vụ viện, phụ trách cải cách và phát triển, năng lượng, xây dựng và y tế. Lý sau đó đã kế nhiệm Ôn Gia Bảo làm Tổng lý.
Với tư cách là phó thủ tướng, Lý là người có công trong việc thúc đẩy chương trình kích thích kinh tế vào năm 2008, nhằm mục đích phục hồi nền kinh tế sau trận động đất Tứ Xuyên cũng như cuộc Đại suy thoái. Lý xuất hiện tại Diễn đàn Kinh tế Thế giới năm 2010 ở Davos, Thụy Sĩ, nơi ông trình bày tầm nhìn dài hạn của Trung Quốc về phát triển trước các nhà lãnh đạo chính trị và kinh doanh thế giới. Đặc biệt, Lý đã thông báo ngắn gọn cho WEF về cam kết của Trung Quốc đối với phát triển bền vững, năng lượng xanh, giảm khoảng cách thu nhập và hiện đại hóa các ngành chiến lược quan trọng. Trong khi nhắc lại cam kết của Trung Quốc về phát triển hòa bình và trọng tâm của nước này là tăng nhu cầu trong nước trước áp lực bên ngoài trong cuộc khủng hoảng tài chính toàn cầu, ông Lý cũng cảnh báo chống lại chủ nghĩa bảo hộ, nói rằng "mở cửa có thể là cả song phương và đa phương... theo nghĩa này, một cộng một thường lớn hơn hai."

## Tổng lý Quốc vụ viện (2013-2023)

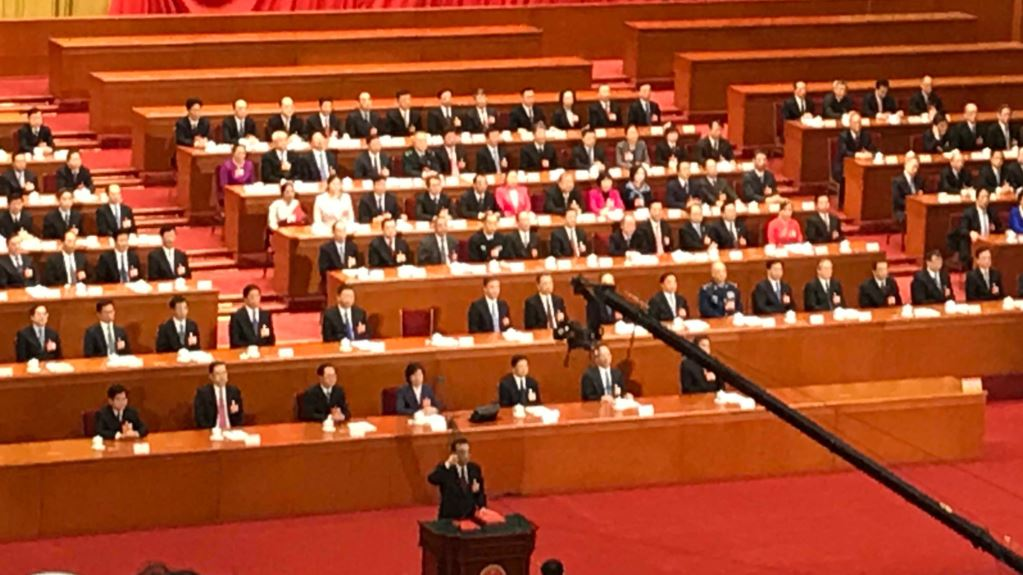
Lý Khắc Cường tuyên thệ nhậm chức Tổng lý nhiệm kỳ hai, năm 2018

Tại Đại hội Đảng vào năm 2012, ông đứng thứ hai trong thường trực bộ chính trị chỉ sau Tập Cận Bình. Ngày 15 tháng 3 năm 2013, ông được Đại hội đại biểu Nhân dân toàn quốc bầu làm Tổng lý Quốc vụ viện với 2.940 người bỏ phiếu ủng hộ ông, 3 người phản đối và 6 người bỏ phiếu trắng. Ông có bài phát biểu quan trọng đầu tiên vào ngày 17 tháng 3 khi kết thúc Đại hội đồng NPC, kêu gọi chính phủ tiết kiệm, phân phối thu nhập công bằng hơn và tiếp tục cải cách kinh tế. Lý tập trung sự chú ý của mình vào Trung Quốc để hướng tới nền kinh tế dựa trên tiêu dùng thay vì dựa vào tăng trưởng dựa vào xuất khẩu. Lý được xếp hạng thứ 14 trong danh sách Những người quyền lực nhất thế giới năm 2013 của Forbes, sau khi nhậm chức Thủ tướng Trung Quốc. Vào ngày 18 tháng 3 năm 2018, Lý được tái bổ nhiệm làm thủ tướng Trung Quốc sau khi nhận được 2.964 phiếu ủng hộ và chỉ có 2 phiếu chống.

### Kinh tế
Lý là người có niềm tin vững chắc vào việc sử dụng dữ liệu kinh tế mạnh mẽ để hỗ trợ việc ra quyết định của chính phủ. Khi ông Lý mới nhậm chức, Trung Quốc đang phải đối mặt với nhiều vấn đề về cơ cấu kế thừa từ chính quyền tiền nhiệm, cụ thể là lượng lớn các khoản nợ xấu mà nhiều dự án cơ sở hạ tầng khổng lồ mà nước này đã bắt tay thực hiện kể từ khi cuộc khủng hoảng tài chính toàn cầu khiến các khoản nợ quá tải, doanh thu thấp hơn dự kiến và khoảng cách giàu nghèo ngày càng lớn. Trong hoàn cảnh đó, Lý được cho là đã phản ứng bằng cái được gọi là "Likonomics", một thuật ngữ do các nhà kinh tế tại ngân hàng đầu tư Barclays Capital đặt ra. Likonomics bao gồm một cách tiếp cận ba hướng bao gồm việc giảm nợ trên diện rộng, chấm dứt các hoạt động kích thích lớn của chính phủ Ôn Gia Bảo và cải cách cơ cấu. Tuy nhiên, đến năm 2014, áp lực kinh tế toàn cầu và nhu cầu xuất khẩu của Trung Quốc giảm đã khiến tốc độ tăng trưởng kinh tế thấp hơn dự kiến. Tăng trưởng GDP hàng năm đạt dưới 7,5% lần đầu tiên kể từ năm 1989. Chính phủ của Lý sau đó đáp trả bằng việc cắt giảm thuế cho các doanh nghiệp nhỏ, các dự án cải tạo các khu đô thị nghèo và một đợt xây dựng đường sắt khác, đặc biệt tập trung vào các khu vực đô thị nghèo của đất nước, nội thất. Năm 2016, các bài báo trên cơ quan ngôn luận của đảng là Nhân dân Nhật báo đã bỏ "Likonomics", nhằm ủng hộ tư tưởng kinh tế của ông Tập, trong đó nhấn mạnh cải cách kinh tế vi mô và ủng hộ những thay đổi về cung ứng.
Sau khi tuyên bố cải cách toàn diện tại Hội nghị Trung ương 3 năm 2013, Lý trở thành nhân vật hàng đầu trong nỗ lực thực hiện cải cách của chính phủ. Hội nghị toàn thể lần thứ ba kêu gọi các lực lượng thị trường đóng vai trò "quyết định" trong việc phân bổ nguồn lực, bề ngoài là tìm cách giảm quy định của chính phủ đối với thị trường tự do. Vào đầu năm 2014, Lý nói rằng chính quyền địa phương vẫn kém hiệu quả trong việc tuân theo các chỉ thị cải cách của chính quyền trung ương và một số chính phủ đã can thiệp vào những công việc mà họ không nên tham gia và một số không chú ý đến những việc họ nên làm. Lý nhấn mạnh rằng sự thành công của cải cách bắt nguồn từ việc "thực thi và thực hiện", đồng thời chỉ trích chính quyền địa phương không hành động để hỗ trợ cải cách.

### Đối nội
Lý chỉ trích sự quan liêu không cần thiết của chính phủ, đặc biệt là ở cấp cơ sở. Ông bày tỏ niềm tin rằng nhiều quan chức cấp dưới không cung cấp dịch vụ cho công chúng một cách hiệu quả. Về thái độ coi thường vấn đề này, nhiều giai thoại có thể trích dẫn của Lý đã trở nên lan truyền. Lý đề cập đến một trường hợp trong đó một công dân điền vào mẫu đơn đi du lịch nước ngoài (thông thường ở Trung Quốc) phải ghi lại số liên lạc khẩn cấp (công dân ghi mẹ của họ là người liên hệ), và quan chức chính phủ giám sát vấn đề đã yêu cầu công dân cung cấp giấy tờ có công chứng để "chứng minh mẹ bạn là mẹ bạn". Lý gọi vụ việc này là "hoàn toàn phi lý". Trong một trường hợp khác, ông đề cập đến một công chức cơ sở yêu cầu chứng minh rằng một đứa trẻ một tuổi không có tiền án tiền sự để thực hiện nghĩa vụ công vụ. Trong một trường hợp khác, Lý đề cập đến một công dân cấp cao nộp đơn xin trợ cấp phúc lợi bị các nhân viên chính phủ buộc phải cung cấp bằng chứng rằng "họ vẫn còn sống". Về hai sự việc sau, Lý nói, "đây không phải là trò đùa, tất cả đều là sự thật!".
Từ tháng 1 năm 2020, Lý phụ trách công tác ứng phó của chính phủ Trung Quốc với đại dịch COVID-19. Vào ngày 27 tháng 1, Lý đến thăm Vũ Hán, tâm chấn ban đầu của đại dịch, để chỉ đạo công tác phòng chống dịch bệnh.

### Đối ngoại

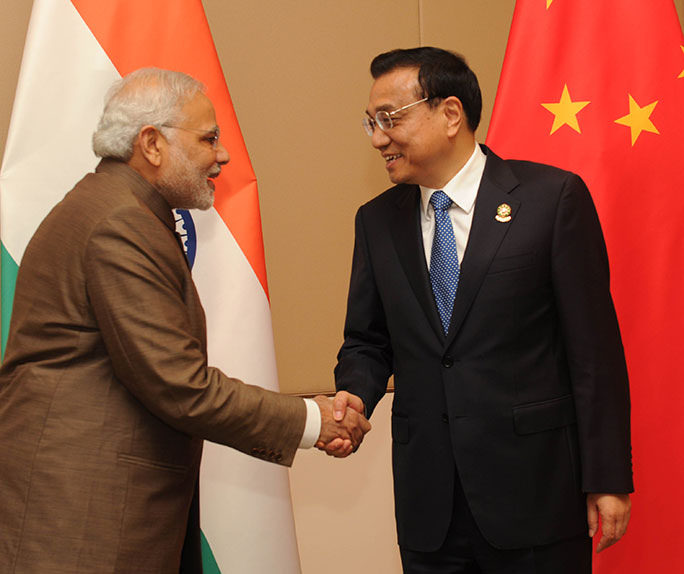
Lý và Thủ tướng Ấn Độ Modi, năm 2014

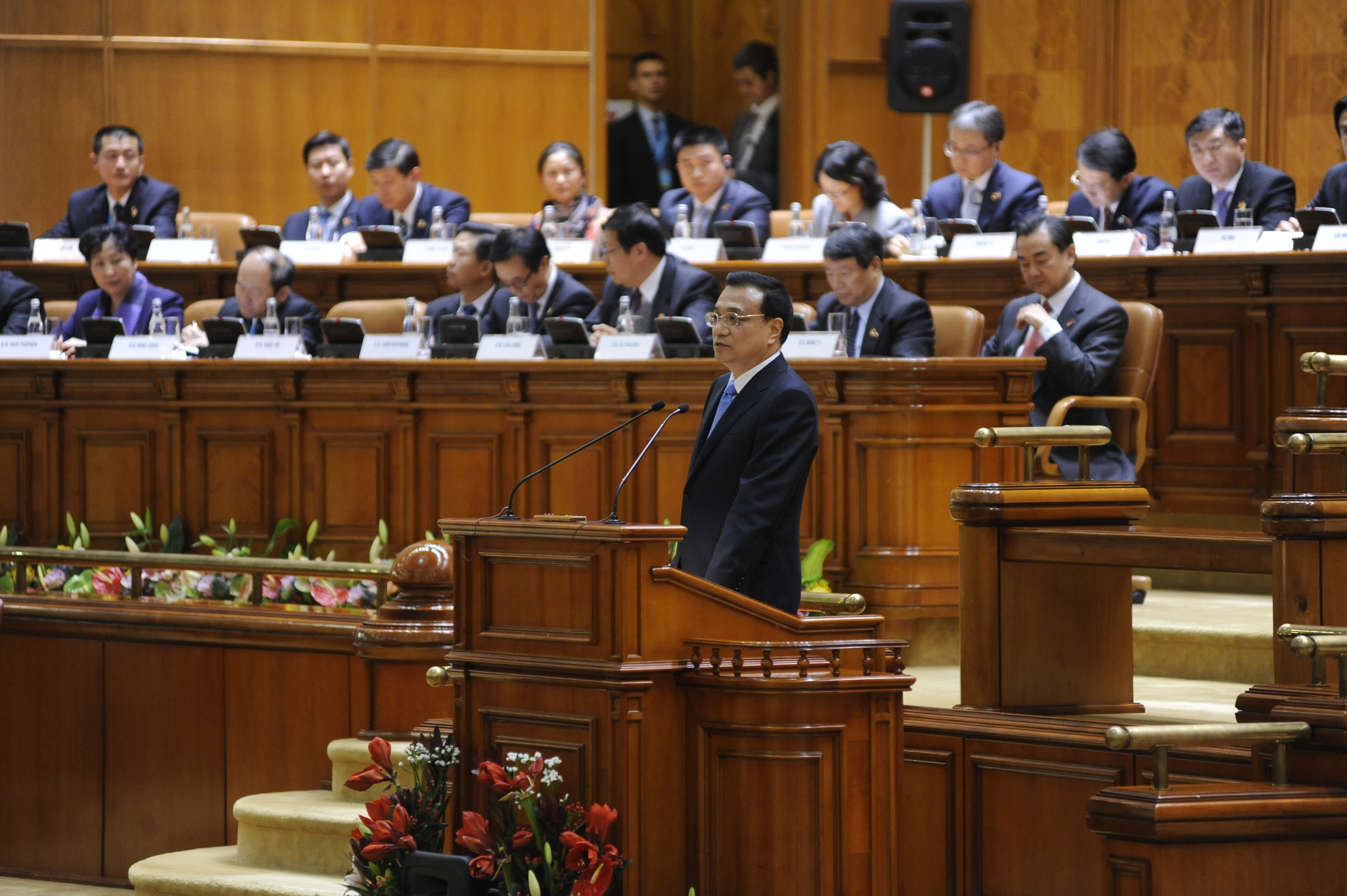
Lý Khắc Cường phát biểu tại nghị viện Romania

Lý Khắc Cường có chuyến thăm nước ngoài đầu tiên tới Ấn Độ vào ngày 18 tháng 5 năm 2013 nhằm giải quyết tranh chấp biên giới và kích thích quan hệ kinh tế. Ông cho biết việc chọn Ấn Độ làm chuyến thăm quốc tế đầu tiên nêu bật tầm quan trọng của Trung Quốc trong quan hệ với nước này. Trong chuyến thăm Trung Quốc của thủ tướng Narendra Modi năm 2015, Lý và Modi đã chụp ảnh selfie cùng nhau tại Thiên Đàn.
Trong chuyến thăm Pakistan, Lý đã gặp lãnh đạo cao nhất của đất nước và bày tỏ quan điểm của mình: "Là người bạn và người anh em thân thiết nhất của Pakistan, chúng tôi muốn hỗ trợ nhiều nhất có thể cho phía Pakistan". Lý cũng đã đến thăm Thụy Sĩ và Đức trong chuyến công du châu Âu đầu tiên và gặp gỡ lãnh đạo hai nước.
Trung tướng Hoa Kỳ H. R. McMaster đã viết về Lý rằng, "Nếu bất kỳ ai trong nhóm người Mỹ có bất kỳ nghi ngờ nào về quan điểm của Trung Quốc về mối quan hệ của nước này với Hoa Kỳ, thì lời độc thoại của Lý sẽ loại bỏ họ. Ông ấy bắt đầu bằng nhận xét rằng Trung Quốc, đã phát triển rồi." nền tảng công nghiệp và công nghệ của nó không còn cần đến Hoa Kỳ nữa." Nhiệm kỳ hai của ông đánh dấu căng thẳng quan hệ giữa Mỹ và Trung.

### Tập Cận Bình

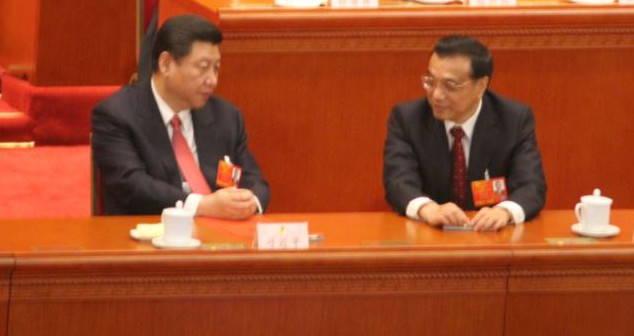
Tập Cận Bình và Lý Khắc Cường

Nhiều nhà quan sát nhận định Lý bị Tập gạt ra ngoài một cách hiệu quả khi Tập củng cố quyền lực cho mình. Sau Hội nghị toàn thể lần thứ ba năm 2013, Tập Cận Bình đã đảm nhận một loạt vai trò lãnh đạo trong bốn cơ quan cấp bộ đầy quyền lực mới giám sát "cải cách sâu rộng toàn diện", internet, cải cách quân sự và cả Ủy ban An ninh Quốc gia. Nhóm lãnh đạo "cải cách sâu rộng" được cho là đang lấn sân sang các vấn đề trong lĩnh vực kinh tế thường do thủ tướng phụ trách, và được coi là có tác dụng làm giảm quyền lực thể chế của Lý. Tuy nhiên, Lý xuất hiện trong các thông cáo báo chí chính thức với tư cách là phụ tá hàng đầu của Tập, được bổ nhiệm làm Phó Chủ tịch Ủy ban An ninh Quốc gia.
Tại một hội nghị chuyên đề do Chủ tịch Tập triệu tập vào tháng 8 năm 2020 để chuẩn bị cho Kế hoạch 5 năm lần thứ 14 của Trung Quốc, với sự tham dự của các chuyên gia kinh tế và các lãnh đạo cấp cao của đảng, tuy nhiên ông Lý đã không có mặt.

### Cuối nhiệm kỳ

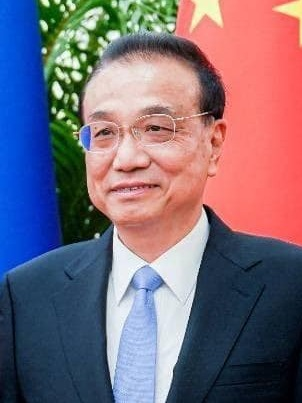
Lý Khắc Cường vào tháng 1 năm 2023

Vào cuối nhiệm kỳ, ông phải đối mặt với đại dịch COVID-19. Ông đã nói về những thiệt hại mà chính sách "Zero COVID" đặc trưng của ông Tập đã gây ra cho nền kinh tế và người dân thường Trung Quốc. Vào tháng 5 năm 2022, khi chính sách Zero COVID vẫn được áp dụng, ông Lý xuất hiện mà không đeo khẩu trang tại một trường đại học ở tỉnh Vân Nam. Và cả sinh viên lẫn quan chức xung quanh ông đều không đeo khẩu trang. Điều này đã thúc đẩy cuộc thảo luận lan truyền trên mạng xã hội, với các bài đăng ca ngợi Thủ tướng. Chẳng bao lâu sau, hashtag #PremierAtYunnanUniversity (Thủ tướng tại Đại học Vân Nam) đã bị kiểm duyệt. Trong năm Covid đầu tiên, với tư cách là người phụ trách kỹ thuật của nền kinh tế, ông Lý Khắc Cường quyết định thúc đẩy mô hình quầy hàng trên phố để tạo ra nhiều việc làm hơn ông nói rằng loại hình thương mại này có thể tiếp thêm sức sống và tạo ra nhiều việc làm hơn.
Tại Đại hội Đảng năm 2022, ông rời khỏi Thường trực Bộ Chính trị. Ngày 11 tháng 3 năm 2023, Lý Cường được bầu làm Tổng lý thay ông.

## Qua đời và tang lễ

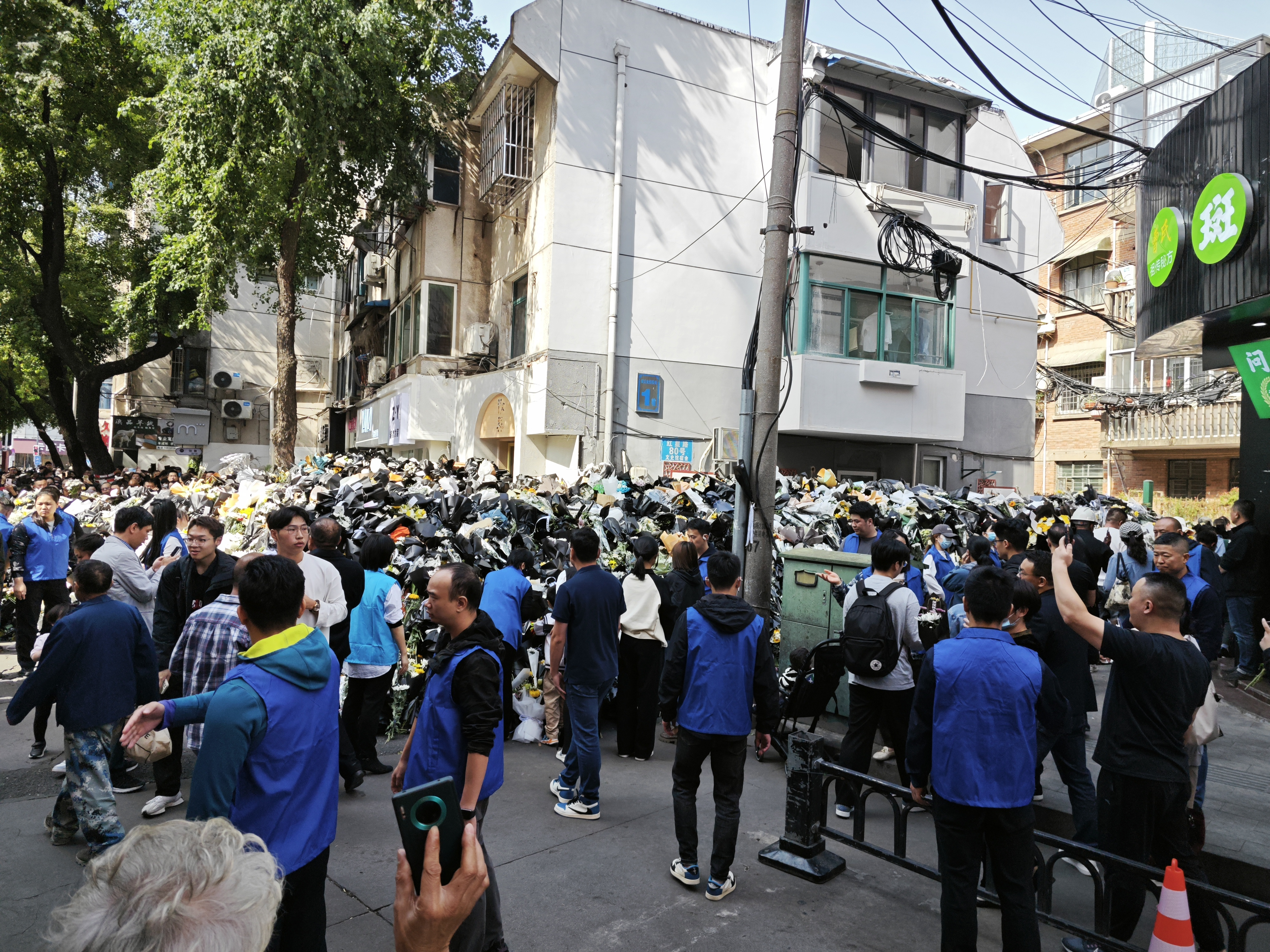
Người dân đặt hoa tưởng niệm Lý Khắc Cường

Lý Khắc Cường qua đời do ngừng tim vào lúc 0 giờ 10 phút, ngày 27 tháng 10 năm 2023 tại Thượng Hải sau 7 tháng nghỉ hưu, hưởng thọ 68 tuổi. Truyền thông Trung Quốc cho hay ông Lý lên cơn đau tim vào tối 26 tháng 10 khi đang bơi tại một khách sạn tại Thượng Hải. Sau khi được phát hiện, ông đã được đưa đến bệnh viện nhưng mọi nỗ lực cứu chữa đều bất thành.
Tang lễ của ông được tổ chức vào ngày 2 tháng 11 tại Bắc Kinh và thi hài của ông Lý sẽ được hỏa táng vào cùng ngày. Các khu vực Thiên An Môn, Tân Hoa Môn, Đại lễ đường Nhân dân, Bộ Ngoại giao Trung Quốc, trụ sở Đảng bộ và chính quyền các tỉnh, khu tự trị, thành phố trực thuộc Trung ương, Đặc khu hành chính Hồng Kông, Đặc khu hành chính Ma Cao, các cửa khẩu biên giới, cảng biển, cảng hàng không, các đại sứ quán, lãnh sự quán Trung Quốc ở nước ngoài treo cờ rủ.

## Quan điểm chính trị
Lý Khắc Cường được xem là chính trị gia ôn hòa, chủ trương cải cách. Lý cho rằng "sự phát triển là cơ sở và chìa khóa để giải quyết mọi vấn đề ở Trung Quốc". Tháng 8 năm 2022, khi đến đặt vòng hoa tại tượng Đặng Tiểu Bình - nhà lãnh đạo đã tiến hành cải cách làm thay đổi mạnh mẽ nền kinh tế Trung Quốc - ông Lý tuyên bố: "Cải cách và mở cửa sẽ không dừng lại. Sẽ không có chuyện sông Dương Tử và Hoàng Hà lại chảy ngược".

## Đời tư
Ông xuất thân từ tầng lớp quan chức trung lưu. Cha ông là Lý Kính Tam - lão thành cách mạng, từng làm Huyện trưởng huyện Phượng Dương, Chánh án Tòa án nhân dân Thành phố Bạng Phụ, Phó trưởng phòng nghiên cứu địa chí tỉnh An Huy - hàm phó Sở.
Vợ ông, Trình Hồng, là giáo sư tiếng Anh và văn chương tại Đại học Kinh tế và Thương mại Bắc Kinh. Họ có một con gái đang học tại Mỹ.
Cha vợ ông từng giữ chức Phó Bí thư tỉnh đoàn Hà Nam, cố vấn Văn phòng của tiểu tổ lãnh đạo xóa đói giảm nghèo của Quốc vụ viện - cấp Thứ trưởng. Mẹ vợ là cựu phóng viên của Tân Hoa Xã Chi nhánh Hà Nam.
Em trai của ông, Lý Khắc Minh hiện là chủ tịch hội đồng giám sát của các doanh nghiệp lớn chủ chốt của nhà nước, là thành viên Chính hiệp 13 từ năm 2018 

## Đánh giá
Phong thái bình dân và nhỏ nhẹ của ông khiến nhiều người đặt câu hỏi liệu ông có đủ mạnh mẽ để đương đầu với các nhóm lợi ích đang thống lĩnh kinh tế Trung Quốc hay không.
Theo Cheng Li của viện Brookings, Lý Khắc Cường là người theo chủ nghĩa dân túy, là người ưa tranh luận các chủ đề như gia tăng việc làm, ưu đãi nhà cửa, chăm sóc y tế cơ sở, phát triển cân đối vùng miền và thúc đẩy cải cách công nghệ năng lượng sạch.
Ông được tiếng là quan tâm tới người nghèo, có thể vì bản thân sinh ra trong gia đình không mấy khá giả.
Ông được cho là có công lớn trong việc vực dậy nền kinh tế của tỉnh Hà Nam, hoàn thành xuất sắc nhiệm vụ ở tỉnh Liêu Ninh, một tỉnh bị ảnh hưởng mạnh của quá trình cải cách doanh nghiệp nhà nước.
Một người cùng trang lứa, đã làm việc với ông ở những ngôi làng trên con đường công tác đoàn của Lý Khắc Cường đã gọi ông là "chàng thanh niên luôn đọc sách". Lý Khắc Cường cũng là một trong những sinh viên đầu tiên của khoa luật danh tiếng tại Đại học Bắc Kinh, khi nó được phục hồi sau cuộc Cách mạng Văn hóa, và trở nên nổi bật giữa các sinh viên với tư duy độc lập, hùng biện và hóm hỉnh. Được biết, ông từ chối trải qua một đợt thực tập tại Hoa Kỳ để được trở thành thành viên Đoàn thanh niên cộng sản.
Ông nằm trong danh sách những người có ảnh hưởng nhất trên thế giới theo Forbes. Năm 2018, chiếm vị trí thứ 15 trong bảng xếp hạng.